# Vreid
Vreid est un groupe de black metal norvégien, originaire de Sogndal. Le groupe est formé en 2004 après la mort de Valfar du groupe Windir.

## Biographie
Vreid est formé en 2004 des cendres de Windir à l'initiative de Hváll. Ce dernier ainsi que Steingrim et Sture étaient d'anciens membres de Windir,. En français, Vreid signifie « colère ». Hváll forme alors un nouveau groupe composé de trois membres de Windir : Hváll (basse), Steingrim (batterie), Sture (chant et guitare) et un nouveau guitariste nommé Ese. Ese est un proche de Vreid, et a déjà participé à l'album Likferd de Windir. Hváll écrit la majeure partie du premier album du groupe, intitulé Kraft. Les paroles sont en norvégien et en anglais. Kraft est publié au label Tabu Records en 2004. Le deuxième album de Vreid, Pitch Black Brigade, est aussi publié au label Tabu Records, le 27 mars 2006,.
Le groupe publie ensuite son troisième album, I Krig (At War), chez Indie Recordings en mai et juin 2007. Toutes les paroles s'inspirent de poèmes datant de 1946 de Gunnar Reiss-Andersen, membre de la résistance norvégienne durant la Seconde Guerre mondiale. Cela fait de cet album presque un album-concept sur la guerre. En 2009, après la publication de leur quatrième album, Milorg, Ese quitte le groupe et est remplacée par Stian « Strom » Bakketeig, ancien guitariste de Windir et Ulcus. Bakketeig joue aussi de la guitare pour Cor Scorpii et Mistur. Comme pour I Krig, Milorg contient des chansons sur la résistance norvégienne.
En 2010, ils publient leur premier DVD intitulé Vreid Goddamnit, dont les clips sont filmés à l'Inferno Festival. La même année, ils publient leur premier single, Noen Å Hate, une reprise de la chanson homonyme des Raga Rockers. Le 7 février 2011, Vreid publie son cinquième album sobrement intitulé V.
En 2013 sort leur sixième album, Welcome Farewell. En octobre 2015 sort leur septième album, Sólverv.
En 2018, Vreid rejoint le label Season of Mist pour leur album Lifehunger, sur lequel apparait en guest le chanteur de Sólstafir. À la suite de l'annulation des tournées en 2020 due à l'épidémie de covid-19, le groupe enregistre un concert filmé dans les montagnes autour de chez eux, ‘Into the Mountains of Sognametal’ , et le diffuse gratuitement sur Youtube.
En 2021 sort un nouvel album-concept, toujours chez Season of Mist, 'Wild North West'.

## Style musical
Le style musical de Vreid est similaire à celui de Windir. Il s'inspire du rock des années 1970, du heavy metal traditionnel des années 1980, et du black metal norvégien. Alex Henderson de AllMusic décrit leur premier album comme du thrash metal, de punk et de black metal ; pour leur deuxième album, Pitch Black Brigade, le groupe revient à ses racines. Sur I Krig, le groupe s'oriente plus folk metal et s'inspire du folklore scandinave. Milorg s'inspire d'Enslaved, Emperor, avec quelques éléments de Black Sabbath et Iron Maiden.

## Membres

### Membres actuels
- Hváll (Jarle Kvåle) - basse (depuis 2004)
- Steingrim (Jørn Holen) - batterie (depuis 2004)
- Sture (Sture Dingsøyr) - chant, guitare (depuis 2004)
- Strom (Stian Bakketeig) - guitare (depuis 2010)

### Ancien membres
- Ese - guitare (2004–2009)